# إلين غراهام
إلين غراهام (بالإنجليزية: Elaine Graham)‏ هي ثيولوجية بريطانية، ولدت في 1959.